# Sagenopteris phillipsii
Sagenopteris phillipsii (лат.) — вымерший вид семенных папоротников.

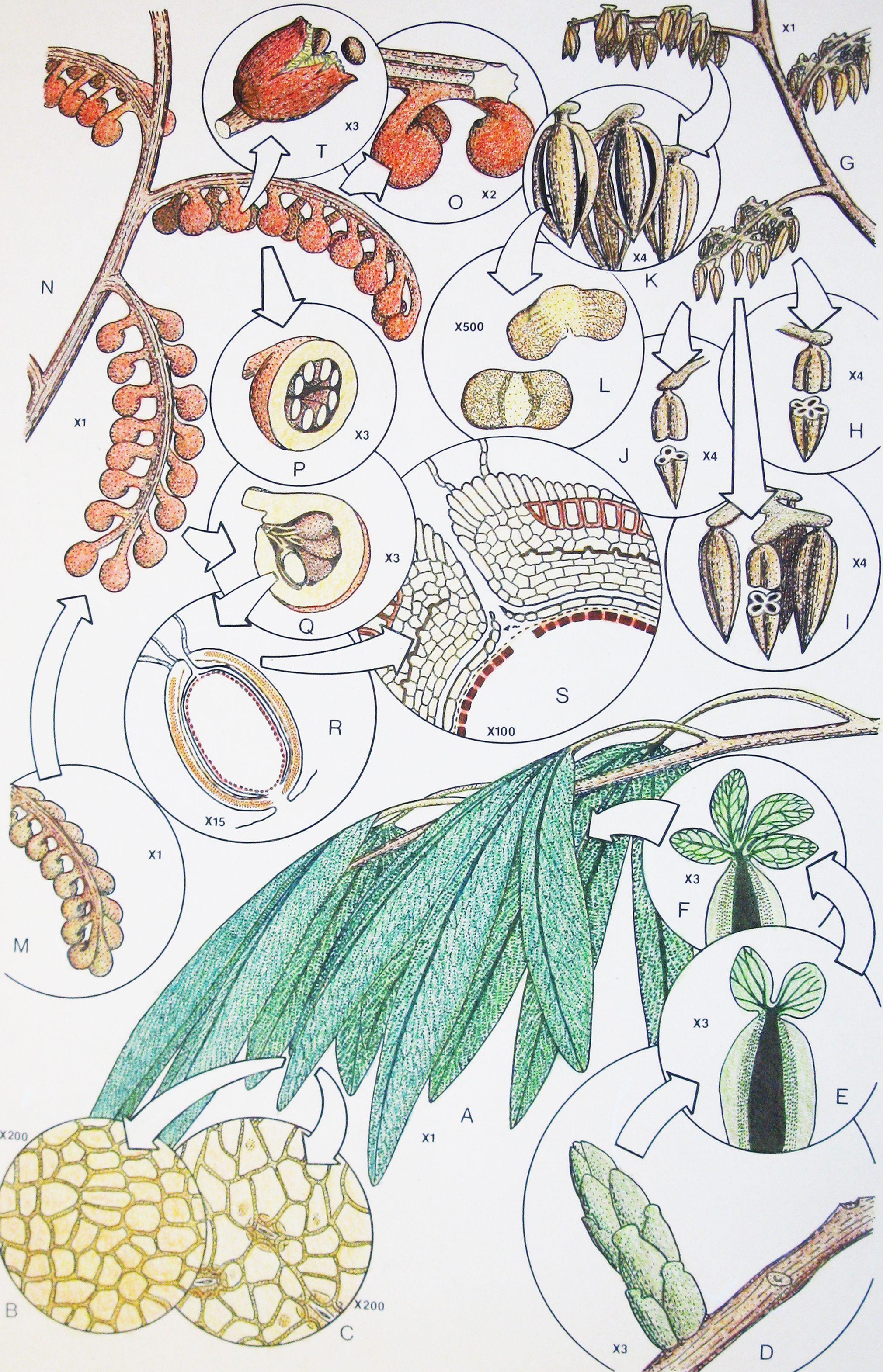
Полная реконструкция растения Caytonia nathorstii Retallack and Dilcher 1988 г.

## Описание
Sagenopteris phillipsii имеет узкие пальчатые листья с сетчатым жилкованием.

## Полная реконструкция растения
Различные органы, приписываемые одному и тому же исходному растению, могут быть реконструированы по обнаружению в одном и том же месте и по сходству строения устьиц и другим анатомическим особенностям окаменевших кутикул.
- Sagenopteris phillipsii мог быть тем же растением, что и Caytonia nathorstii и Caytonanthus arberi [3].

## использованная литература
1. ↑  Elgorriaga, A. (2019). Southern Hemisphere Caytoniales: vegetative and reproductive remains from the Lonco Trapial Formation (Lower Jurassic), Patagonia. Journal of Systematic Palaeontology. 17 (17): 1477–1495. doi:10.1080/14772019.2018.1535456.
2. ↑  КЕЙТО́НИЕВЫЕ : [арх. 30 декабря 2022] / Н. В. Горденко // Канцелярия конфискации — Киргизы. — М. : Большая российская энциклопедия, 2009. — С. 513. — (Большая российская энциклопедия : [в 35 т.] / гл. ред. Ю. С. Осипов ; 2004—2017, т. 13). — ISBN 978-5-85270-344-6.
3. ↑  Retallack, G.J. (1988). Reconstructions of selected seed ferns. Missouri Botanical Garden Annals. 75 (3): 1010–1057. doi:10.2307/2399379.